# Ernst von Braunschweig

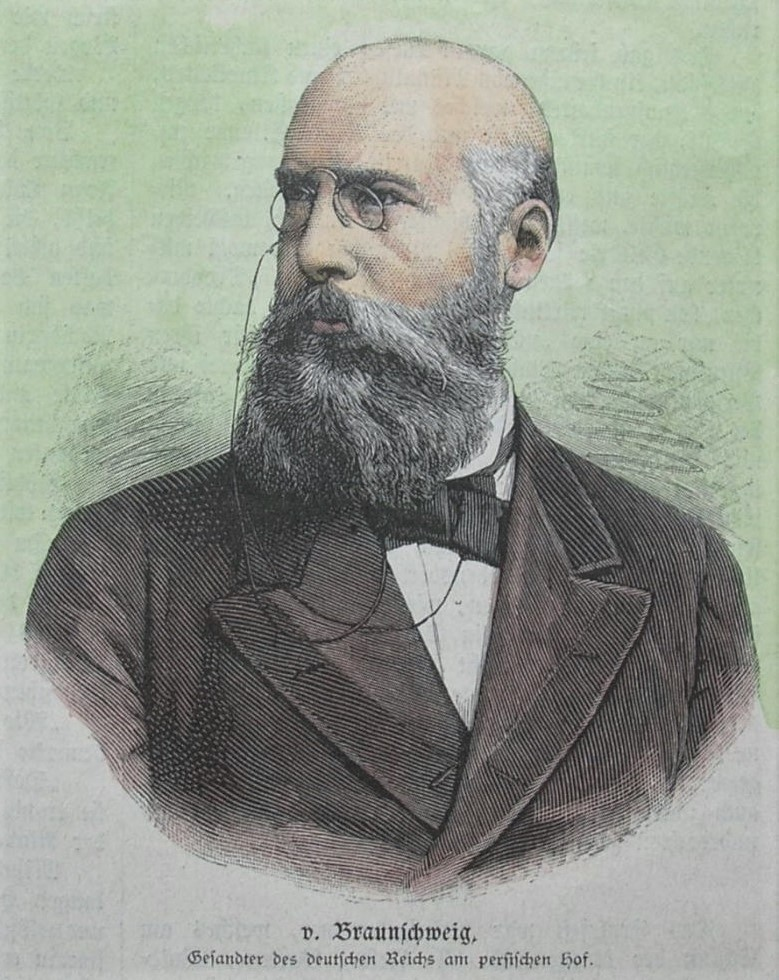
Ernst von Braunschweig (1884)

Ernst von Braunschweig (* 3. Juli 1844 in Moltow, Provinz Pommern; † 16. Oktober 1907 in Berlin) war ein deutscher Diplomat des Deutschen Kaiserreichs.

## Leben
Ernst war Angehöriger des pommerschen Adelsgeschlechtes von Braunschweig und das zweitjüngste Kind von neun Kindern der Karoline Feldmann-Simon und des Moltower Gutsherrn Eugen von Braunschweig. 1874 trat er in den auswärtigen Dienst des Deutschen Reichs und wurde unter anderem Beamter in Konstantinopel und zwischen 1876 und 1879 Vizekonsul in Bukarest. Zwischen 1878 und 1879 war er stellvertretender Kommissar der Europäischen Kommission für den Aufbau und Organisation von Ostrumelien und vertrat dabei die Interessen des Deutschen Reiches. Am 25. Mai 1881 wurde er zum Generalkonsul in der bulgarischen Hauptstadt Sofia ernannt, wo er vom 17. August 1881 bis 28. August 1884 Exequatur hatte. Von 1884 bis 11. April 1886 war er der erste Gesandte des deutschen Reichs in Teheran. 1886 wurde er in den einstweiligen Ruhestand, 1905 in den Ruhestand versetzt. Von 1903 bis 1907 war er Vorsitzender des Allgemeinen Deutschen Schulvereins.